# Ko Tao

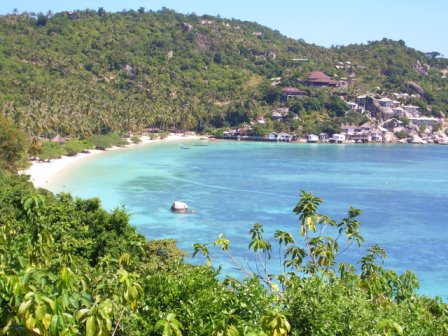
Vịnh Cá mập, phía nam đảo Ko Tao.

Ko Tao (cũng viết là Koh Tao, tiếng Thái: เกาะเต่า, phát âm tiếng Thái: [kɔ̀ʔ tàw], nghĩa là "Rùa biển") là một hòn đảo nằm gần bờ tây của vịnh Thái Lan. Đảo này có diện tích khoảng 21 km². Về mặt hành đảo này tạo thành một tambon trong huyện (Amphoe) Ko Pha Ngan của tỉnh Surat Thani. Dân số cuối năm 2006 là 1382 người . The main settlement is Ban Mae Hat.
Kinh tế của đảo chủ yếu dựa vào ngành du lịch, đặc biệt là lặn scuba.
Ko Tao được những người định cư đầu tiên đặt tên là Đảo Rùa vì hình dạng đảo trông giống con rùa biển. Tuy nhiên, đảo này lại cũng là nơi sinh sản quan trọng của Eretmochelys imbricata và Chelonia mydas (rùa biển xanh.